# 위치블레이드
위치블레이드(영어: Witchblade)는 1995년 미국 탑 카우 프로덕션의 마이클 터너 원작의 만화 작품이자 만화에 등장하는 초자연적인 무기와 그 사용자인 히로인의 이름이다. 2006년에는 일본에서 이 작품을 번안한 TV 애니메이션이 제작 · 방영되었다.